# Wisdom Amey
Wisdom Amey (Bassano del Grappa, 11 agosto 2005) è un calciatore italiano, difensore della Pianese in prestito dal Bologna.

## Biografia
È nato a Bassano del Grappa da padre togolese e madre nigeriana.
Detiene il record come secondo giocatore più giovane ad aver esordito in Serie A, superato da Francesco Camarda, a 15 anni e 277 giorni.

## Caratteristiche tecniche
È un difensore centrale, adattabile anche al ruolo di terzino destro. Nonostante la statura elevata, è dotato anche di buona tecnica (essendo ambidestro) e grande velocità, fondamentali che lo aiutano nelle marcature e nelle chiusure difensive.
Nel 2022, è stato inserito nella lista "Next Generation" dei sessanta migliori talenti nati nel 2005, redatta dal quotidiano inglese The Guardian.

## Carriera

### Club
Amey inizia a giocare nella società dilettantistica dei Cosmos, prima di entrare nel vivaio della Bassano Virtus; dopo essere passato al Vicenza per una stagione, nel 2019 entra a far parte del settore giovanile del Bologna.
Il 24 aprile 2021, per via delle assenze nel reparto difensivo del club felsineo, Amey riceve la sua prima convocazione con la prima squadra da parte del tecnico Siniša Mihajlović, in vista del match di Serie A contro l'Atalanta, senza però riuscire ad esordire. Presente anche nei successivi incontri, il 12 maggio 2021 Amey fa il suo esordio nella massima divisione italiana, sostituendo Takehiro Tomiyasu all'88º minuto del match perso 2-0 contro il Genoa: nell'occasione diventa – a 15 anni e 274 giorni – il più giovane esordiente della storia della Serie A, battendo il record precedentemente appartenuto, in condivisione, a Pietro Pellegri e Amedeo Amadei. Il record sarà successivamente battuto da Francesco Camarda, debuttante a 15 anni e 260 giorni.
Nella stagione successiva il difensore gioca principalmente con la formazione Primavera degli emiliani, pur figurando ancora in panchina con la prima squadra in alcune occasioni nel corso del campionato. Nel maggio del 2022 l'allenatore Mihajlović annuncia che Amey sarebbe stato ufficialmente aggregato alla prima squadra del Bologna a partire dalla stagione 2022-2023. Il 22 maggio il difensore gioca la sua prima partita da titolare fra i professionisti, venendo schierato nella sfida dell'ultima giornata di campionato contro il Genoa, diventando, a 15 anni, 9 mesi e 1 giorno, il giocatore più giovane mai schierato in serie A, record poi superato il 25 novembre 2023 dal milanista Francesco Camarda.
Nella stagione 2023-2024 veste la fascia di capitano della formazione Primavera del Bologna.
Il 15 luglio 2025 passa in prestito secco alla Pianese, squadra militante in Serie C.

### Nazionale
Amey ha rappresentato l'Italia a livello giovanile, avendo giocato nella nazionale italiana Under-19.

## Statistiche

### Presenze e reti nei club
Statistiche aggiornate al 13 ottobre 2022.
| Stagione        | Squadra         | Campionato      | Campionato | Campionato | Coppe nazionali | Coppe nazionali | Coppe nazionali | Coppe continentali | Coppe continentali | Coppe continentali | Altre coppe | Altre coppe | Altre coppe | Totale | Totale | Totale |
| Stagione        | Squadra         | Comp            | Pres       | Reti       | Comp            | Pres            | Reti            | Comp               | Pres               | Reti               | Comp        | Pres        | Reti        | Pres   | Reti   |        |
| --------------- | --------------- | --------------- | ---------- | ---------- | --------------- | --------------- | --------------- | ------------------ | ------------------ | ------------------ | ----------- | ----------- | ----------- | ------ | ------ | ------ |
| 2020-2021       | Bologna         | A               | 1          | 0          | CI              | 0               | 0               | -                  | -                  | -                  | -           | -           | -           | 1      | 0      |        |
| 2021-2022       | Bologna         | A               | 1          | 0          | CI              | 0               | 0               | -                  | -                  | -                  | -           | -           | -           | 1      | 0      |        |
| 2022-2023       | Bologna         | A               | 0          | 0          | CI              | 0               | 0               | -                  | -                  | -                  | -           | -           | -           | 0      | 0      |        |
| 2023-2024       | Bologna         | A               | 0          | 0          | CI              | 0               | 0               | -                  | -                  | -                  | -           | -           | -           | 0      | 0      |        |
| Totale carriera | Totale carriera | Totale carriera | 2          | 0          |                 | 0               | 0               |                    | -                  | -                  |             | -           | -           | 2      | 0      |        |